# Sistema Colle
|       |       |       |       |       |       |       |       |       |  |
|       | a8 rd | b8 nd | c8 bd | d8 qd | e8 kd | f8 bd | g8    | h8 rd |  |
| a7 pd | b7 pd | c7    | d7    | e7    | f7 pd | g7 pd | h7 pd |       |  |
| a6    | b6    | c6    | d6    | e6 pd | f6 nd | g6    | h6    |       |  |
| a5    | b5    | c5 pd | d5 pd | e5    | f5    | g5    | h5    |       |  |
| a4    | b4    | c4    | d4 pl | e4    | f4    | g4    | h4    |       |  |
| a3    | b3    | c3 pl | d3 bl | e3 pl | f3 nl | g3    | h3    |       |  |
| a2 pl | b2 pl | c2    | d2    | e2    | f2 pl | g2 pl | h2 pl |       |  |
| a1 rl | b1 nl | c1 bl | d1 ql | e1 kl | f1    | g1    | h1 rl |       |  |
|       |       |       |       |       |       |       |       |       |  |

En ajedrez, el Sistema Colle (ECO D05) es una de las formas más sencillas de jugar una apertura cerrada. Fue inventado a finales del siglo XIX, pero su nombre se debe a Edgard Colle, que lo utilizó con éxito en la década de 1920, frente a ajedrecistas de élite como Max Euwe. Tiene la virtud de que el blanco va jugando d4, Cf3, e3, Ad3, c3,  0-0, Cbd2 casi independientemente de lo que jueguen las negras. De este modo despliega sus piezas de manera segura para entrar en el medio juego. Esta es una de las grandes características de la mayoría de las aperturas cerradas, que casi no importa el orden en el que se sacan las piezas, y que se pueden desplegar casi independientemente de lo que juegue el adversario para alcanzar la posición que se desea. Tiene un problema, y es que el alfil blanco de casillas negras queda encerrado. Para evitar eso se puede jugar el mismo esquema en la Apertura de alfil de dama. Otra opción es abrir la diagonal del alfil negro de las blancas con e4 luego de Cbd2 para amenazar un e5.
Línea principal
1.d4 d5

2.Cf3 Cf6

3.e3 e6

4.Ad3 c5

5.c3